# Zamarada corroborata
Zamarada corroborata är en fjärilsart som beskrevs av Claude Herbulot 1954. Zamarada corroborata ingår i släktet Zamarada och familjen mätare. Inga underarter finns listade i Catalogue of Life.